# Bernardino de Sahagún
Bernardino de Sahagún OFM (prawdziwe nazwisko: Bernardino de Ribeira) (ur. 1499, zm. 1590) – hiszpański zakonnik, misjonarz franciszkański swą posługę wykonujący wśród Azteków i innych plemion meksykańskich, jeden z pionierów etnografii.

## Życiorys
Bernardino de Ribeira urodził się w miasteczku Sahagún w północno-zachodniej Hiszpanii (prowincja León). Studiował na Uniwersytecie w Salamance. Jeszcze przed wstąpieniem do klasztoru zmienił nazwisko na Sahagún. W 1524 roku złożył śluby w klasztorze franciszkanów, a już w 1529 wyruszył wraz z mnichem Antonio de Ciudad Rodrigo i dziewiętnastoma innymi zakonnikami do Nowego Świata. Pierwsze lata spędził w klasztorze Tlamanalco. W roku 1535 założył nowy klasztor w Xochimilco. Od 1536 do 1550 był nauczycielem łaciny w Colegio Cruz w Tlatelolco i pełnił różne funkcje duszpasterskie w prowincji Puebla. W 1558 został wysłany na posługę do Tepepolco, gdzie przebywał dwa lata, a następnie powrócił do Tlatelolco. W roku 1585 został przeniesiony do Klasztoru św. Franciszka w mieście Meksyk, gdzie zmarł w roku 1590, dożywając sędziwego wieku 91 lat.

## Praca naukowa
Przebywając w Tlatelolco Sahagún nauczył się biegle władać językiem Azteków – nahuatl. Pozwoliło mu to na prowadzenie prac związanych z poznaniem i zrozumieniem mitologii azteckiej. Były to pierwsze studia nad kulturą ludów Mezoameryki. Dzięki swoim metodom został okrzyknięty "ojcem nowoczesnej etnografii". Sahagún posługiwał się indiańskimi informatorami, którzy nie tylko opowiadali mu o życiu i bogach Azteków, ale także specjalnie wyszukiwali po cały kraju wszelkie informacje na ten temat.

## Dzieła
Bernardino de Sahagún dziś najbardziej znany jest jako kompilator Kodeksu Florenckiego oraz autor dzieła Historia general de las cosas de Nueva España (Ogólna historia spraw Nowej Hiszpanii). Prócz tego napisał dzieła Arte i Diccionaro. Te ostatnie napisał w trzech językach: nahuatl, hiszpańskim i łacińskim. Sahagún pisał również krótkie rozprawy, kazania w języku nahuatl (np. tłumaczenia Ewangelii i Listów), historię pierwszych franciszkanów w Meksyku oraz katechizm dla Indian w języku nahuatl.
Z zachowanych pism Sahagúna w języku polskim wydano:
- Rzecz z dziejów Nowej Hiszpanii. Księgi I, II, III, przekł. K. Baraniecka i M. Leszczyńska, wstęp K. Baraniecka, Wydawnictwo Marek Derewiecki, Kęty 2007 (Biblioteka Klasyków Antropologii).